# DELTARUNE Chapter 1 OST
DELTARUNE Chapter 1 OST è una raccolta contenente le 40 tracce del primo capitolo di Deltarune. È stata pubblicata su Bandcamp il 1º novembre 2018, su Spotify il 20 novembre 2018 e su iTunes il 23 novembre 2018. La colonna sonora è stata composta esclusivamente da Toby Fox. La 39° traccia "Don’t forget" è l’unica ad essere cantata (da Laura Shigihara).

## Tracce
1. ANOTHER HIM – 0:48
2. Beginning – 0:57
3. School – 1:20
4. Susie – 0:27
5. The Door – 0:41
6. Cliffs – 0:35
7. The Chase – 0:33
8. The Legend – 1:51
9. Lancer – 0:48
10. Rude Buster – 1:15
11. Empty Town – 1:23
12. Weird Birds – 0:16
13. Field of Hopes and Dreams – 2:14
14. Fanfare (from Rose of Winter) – 0:15
15. Lantern – 1:08
16. I'm Very Bad – 0:13
17. Checker Dance – 1:18
18. Quiet Autumn – 0:49
19. Scarlet Forest – 2:08
20. Thrash Machine – 0:54
21. Vs. Lancer – 0:42
22. Basement – 0:27
23. Imminent Death – 0:20
24. Vs. Susie – 1:21
25. Card Castle – 1:01
26. Rouxls Kaard – 0:19
27. April 2012 – 0:20
28. Hip Shop – 0:39
29. Gallery – 0:12
30. Chaos King – 1:46
31. Darkness Falls – 1:06
32. The Circus – 0:51
33. THE WORLD REVOLVING – 1:41
34. Friendship – 2:40
35. THE HOLY – 0:48
36. Your Power – 0:13
37. A Town Called Hometown – 1:39
38. You Can Always Come Home – 1:40
39. Don't Forget – 0:51
40. Before the Story – 1:28